# Lobato (Salvador)
Lobato é um bairro de Salvador, capital da Bahia. Este bairro soteropolitano ficou conhecido nacionalmente como o local onde foi descoberto o primeiro poço de petróleo reconhecido pelo governo brasileiro no ano de 1939.

## Etimologia
De acordo com o médico e cientista Pirajá da Silva e o historiador Cid Teixeira, o nome do bairro se deve a uma pedreira chamada "Lobato" que pertencia à Francisco Rodrigues Lobato, um antigo senhor de engenho que era dono de uma extensa propriedade rural durante o século XVI e sobrinho do colono Vasco Rodrigues Lobato, proprietário de uma sesmaria em que foi implantado um engenho de açúcar nas proximidades de "Tapagibe". Terras que, além de reunir os citados engenho de açúcar e pedreira, foram o local onde se perfuraram os primeiros poços petrolíferos reconhecidos pelo governo do Brasil.
Por este motivo é que, para Cid Teixeira, explicações diferentes, como a de atribuir a origem do nome do bairro à Monteiro Lobato, um dos propagandistas da campanha de nacionalização do petróleo, seriam errôneas e/ou equivocadas.

## História
Lobato é um dos bairros que formam o território soteropolitano conhecido como Subúrbio Ferroviário de Salvador que possui registros de ocupação humana anteriores à fundação oficial da cidade em meados de 1544, de acordo com o historiador Carlos Augusto Fiúza Angelo, sendo uma das áreas da Baía de Todos os Santos povoadas pela etnia tupinambá. 
Considerando que no período colonial a cidade do Salvador era dividida em freguesias, as terras que compõem o atual bairro de Lobato integrava inicialmente a antiga freguesia de Nossa Senhora do Ó de Paripe. Esta freguesia foi estabelecida por causa da construção, em meados de 1560, do primeiro templo da Igreja Católica situado na área que compõe o contemporâneo Subúrbio Ferroviário que se chamava originalmente de Igreja de Santa Cruz das Torres.

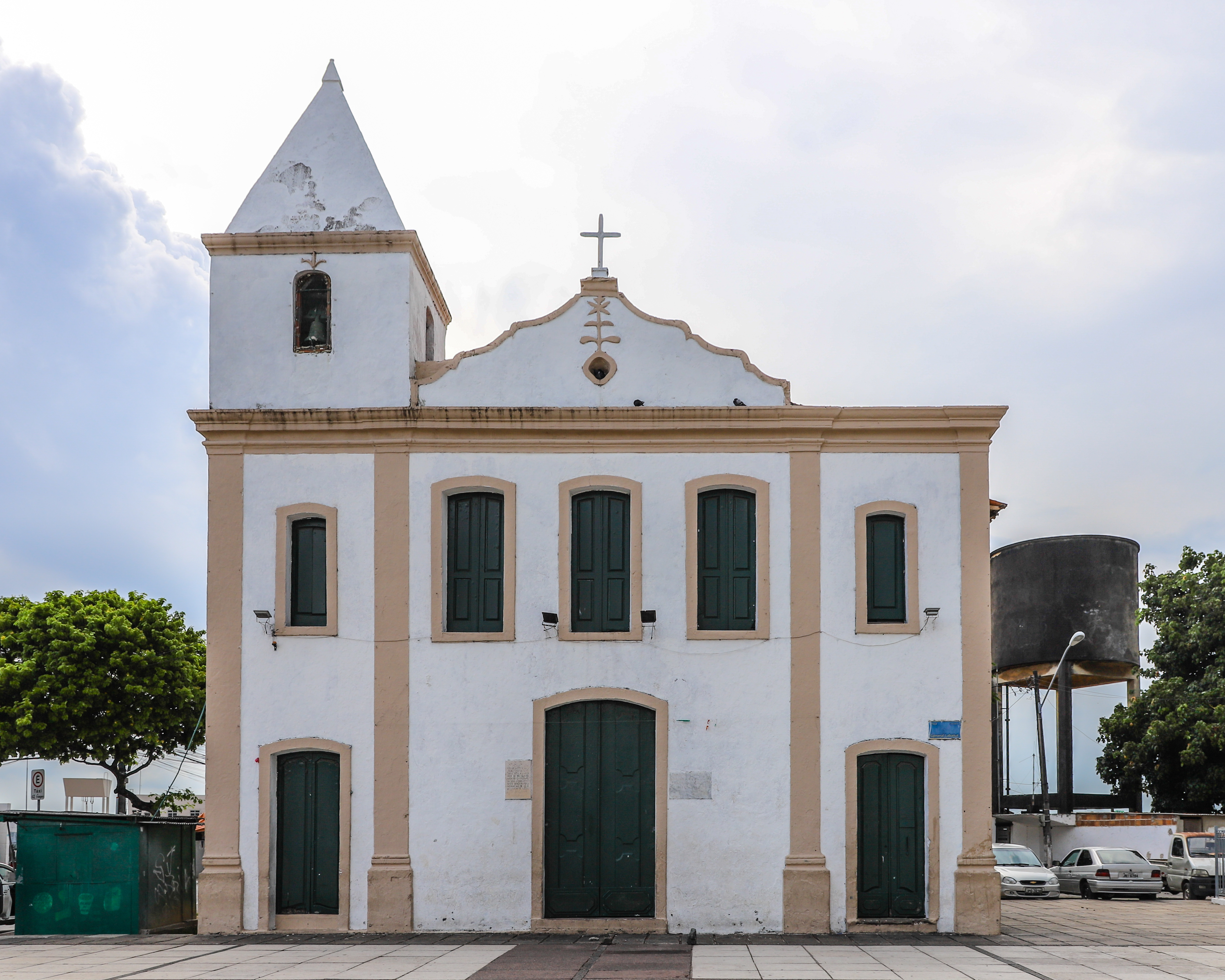
Fachada atual da Igreja de São Bartolomeu de Pirajá reconstruída no século XVIII

Posteriormente, essa primeira freguesia sofreu um desmebramento territorial com as terras do contemporâneo Lobato vindo a fazer parte da também antiga freguesia de São Bartolomeu de Pirajá, criada entre 1578 e 1608.
Até o final do século XIX toda a região do Subúrbio Ferroviário ainda era completamente rural com pequenos núcleos populacionais, vilas de pescadores e sítios de posseiros que estavam inseridos dentro de grandes fazendas vinculadas a antigos engenhos de açúcar.
Após a década de 1860, todo o Subúrbio Ferroviário, incluindo as terras do contemporâneo bairro de Lobato sofreu um grande impacto com a construção e inauguração da Estrada de Ferro da Bahia ao São Francisco, uma estrada de ferro que passou a conectar por via ferroviária a capital baiana com o resto do estado. Este impacto foi significativo, pois além da linha ferroviária cortar o espaço territorial do atual bairro, ela permitiu a conexão direta deste bairro com o contemporâneo bairro de Plataforma por meio da Ponte São João construída entre os dois promontórios da enseada do Cabrito. 

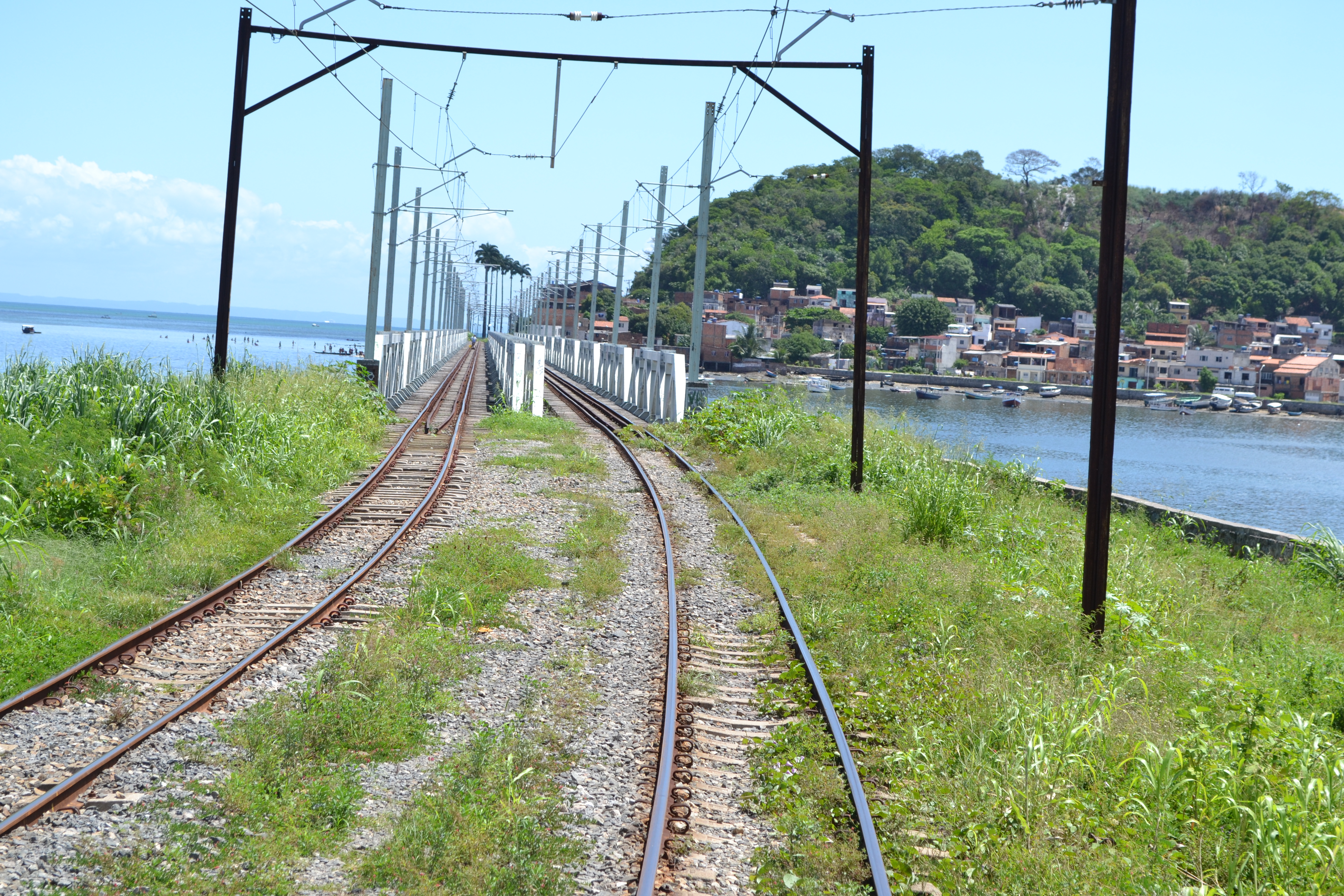
Ponte São João ligando Lobato à Plataforma com as águas da enseada do Cabrito à direita

Contudo, os valores altos das passagens impediam que a população local, predominantemente pobre, fizesse uso regular do transporte ferroviário que passava por sua região. Assim, a população local dependia do transporte terrestre baseado na tração animal (equinos, asininos e bovinos) e do transporte marítimo, por meio de barcos, canoas e saveiros que embarcavam nas praias da baía e de suas enseadas, para se deslocar ou comercializar as mercadorias produzidas por ela em locais como a Feira de São Joaquim.
Após a proclamação da República no Brasil, o caráter rural da região começou a ser transformado com a instalação dos primeiros empreendimentos industriais no Subúrbio Ferroviário a partir do estabelecimento da Fábrica São Braz, uma fábrica de tecidos construída em 1870, no atual bairro de Plataforma, no mesmo local onde havia sido implantado no passado um engenho de açúcar. Este empreendimento industrial contribuiu para o aumento da população e levou eletricidade para toda a região do Subúrbio.
A partir de 1932, a maior parte das terras do Subúrbio Ferroviário, incluindo as de São João do Cabrito, pertenceu ao comerciante e industrial Bernardo Martins Catharino, o qual atraiu outras fábricas para a região, fazendo desta região o primeiro sítio urbano do país a ser destinado especialmente para o uso industrial.
A mesma década de 1930 foi um período de impacto para o bairro, pois o engenheiro agrônomo Manoel Inácio Bastos tomou conhecimento de uma prática adotada pelos moradores do Lobato para iluminar as suas residências, utilizando uma lama preta oleosa que retiravam do chão. A partir deste relato, ele apareceu pessoalmente para investigar o solo da localidade, coletando amostras para pesquisá-lo melhor sobre a ocorrência de petróleo. Os relatórios produzidos pelo engenheiro Bastos nessa época além de informar o então presidente brasileiro Getúlio Vargas, estimulou empresários regionais, como Oscar Cordeiro, então presidente da Bolsa de Mercadorias da Bahia, que passou a explorar o bairro comercialmente.
Em 1938, a Estação de Lobato foi inaugurada visando uma remodelação nas estações do trecho de subúrbio, Salvador-Paripe, pela Companhia Leste Brasileiro. Esta Estação seria substituída por outra construída em 1981.
Em 21 de janeiro de 1939, por iniciativa governamental diante dos relatórios produzidos nos anos anteriores, houve a perfuração do poço por meio de uma sonda que confirmou a existência de petróleo na região de Lobato.
Em 1952, ocorreu a construção da Ponte São João, obra pública ferroviária que passou a interligar o bairro do Lobato ao bairro de Plataforma, substituindo a via anterior (a Ponte do Itapagipe), construída na década de 1860 por uma companhia inglesa de engenharia.
Entre o final da década de 1960 e o início da década de 1970, como boa parte dos bairros do Subúrbio Ferroviário, Lobato foi bastante impactado em termos de mobilidade urbana com a construção da Avenida Afrânio Peixoto, conhecida popularmente como "Avenida Suburbana", uma obra pública viária inaugurada em 1970 que começa no bairro da Calçada e segue até Paripe.
O processo de ocupação e adensamento populacional do Lobato começou a se intensificar entre as décadas de 1970 e 1980, com a decisão do governo estadual da Bahia de recuperar a área de Alagados, caracterizada por moradias compostas por palafitas que se estabeleceram em meados de 1947. Alagados seguiu uma tendência de apropriação popular do espaço urbano que se verificava em outras ocupações informais de solo urbano soteropolitano em áreas públicas ou privadas que se encontravam sem um maior controle por seus proprietários formais, como o "Corta Braço", situado no bairro de Pero Vaz, próximo da Liberdade, considerada a primeira dessas ocupações, e do Nordeste de Amaralina, daí sendo conhecidas esses modelos de ocupação informal do solo como "invasões", nome que a população soteropolitana das classes médias e alta passarão a rotular todos os bairros populares baseados em uma ocupação informal.
Durante o referido período de intensificação do adensamento populacional, o governo da Bahia realizou o aterramento de diversos manguezais e áreas nas bordas da enseada dos Tainheiros situados em Lobato, providenciando, na década de 1980, a remoção das famílias estabelecidas em Alagados para esses novos terrenos aterrados, enquanto concluía as obras de infraestrutura urbana de Alagados.
No começo da década de 2010, este bairro foi impactado com a fundação do Acervo da Laje, a primeira instituição museológica do Subúrbio Ferroviário estabelecida no vizinho bairro de São João do Cabrito por meio de uma iniciativa particular e comunitária coordenada pelo psicopedagogo José Eduardo Ferreira Santos e pela educadora Vilma Santos que iniciaram as atividades culturais de exposições de artistas locais suburbanos em espaços que rompiam com a lógica tradicional dos museus, a exemplo de mostras artísticas localizadas em lajes de edificações da região.

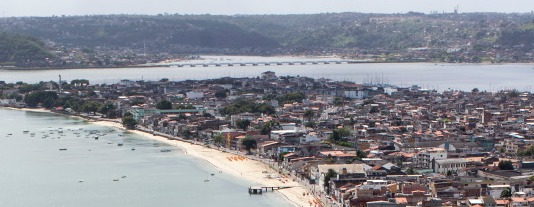
Imagem do final da península de Itapagipe com a Ponte São João e as águas da enseada do Cabrito ao fundo

Em 16 de fevereiro de 2021, o bairro do Lobato, assim como os demais bairros do Subúrbio Ferroviário, foi novamente impactado em sua mobilidade urbana com a desativação do Trem do Subúrbio e a demolição de duas estações ferroviárias situadas no bairro, a Estação Santa Luzia (situada na rua Voluntários da Pátria) e a Estação Lobato (situada na rua Nova da Estação). Estas ações teriam afetado negativamente a mobilidade urbana da população local, o que levou ao questionamento judicial por parte do Ministério Público baiano da desativação dessa linha ferroviária, além de protestos dos moradores da região.

## Geografia
O bairro do Lobato compreende os núcleos de Alto do Cabrito e Boa Vista do Lobato, além do núcleo do Lobato propriamente dito. Está localizado na falha geológica de Salvador, ao norte do bairro de São Caetano. Na sua parte mais ao nível do mar é atravessado pela Avenida Suburbana e pela Linha Férrea que atualmente pertence ao Sistema de Trens do Subúrbio de Salvador administrado pelo Estado da Bahia. O Lobato possui uma das mais belas vistas de Salvador para a Enseada dos Tainheiros.

## Demografia
De acordo com os dados do Observatório de Bairros de Salvador (ObservaSSA), no ano de 2010, Lobato contava com uma população que totalizava 29.169 habitantes. Desta população, em termos raciais, maior parte dela se autodeclarou parda (58,20%) e preta (31,42%), em termos de gênero, do sexo feminino (53,04%) e, em termos etários, a população preponderante se encontrava na faixa etária de 20 a 49 anos (51,09%). No que diz a indicadores socioeconômicos, 8,05% dos responsáveis por domicílios não eram alfabetizados, e, apesar de 49,6% desses responsáveis terem um rendimento na faixa de 1 a 3 salários mínimos, a renda média dos responsáveis por domicílio no bairro do Lobato era de R$ 802,00.

## Infraestrutura urbana e serviços públicos
Em relação a infraestrutura de saneamento básico ofertada no bairro do Lobato, 96,83% dos domicílios situados no bairro contavam com coleta de resíduos sólidos, 99,27% deles com abastecimento de água e 90,01% deles contavam com esgotamento sanitário.
As principais edificações que fornecem serviços públicos no bairro de Lobato são as onze escolas do bairro, com destaque para o Centro Municipal de Educação Infantil Mário Altenfelder, e alguns estabelecimentos de saúde, com destaque para a Unidade de Saúde da Família (USF) Joanes Leste.

## Patrimônio cultural e equipamentos de turismo e lazer
As principais edificações do bairro de Lobato são a Igreja Matriz de Nossa Senhora das Dores, o obelisco retangular composto pelo brasão da república do Brasil e a imagem do ex-presidente Getúlio Vargas, acompanhado de uma miniatura de cavalo de extração, monumentos situados na rua do Amparo, e, também, por 37 terreiros de religiões de matriz africana.
Nas proximidades do bairro do Lobato se encontra o Acervo da Laje, o primeiro e único museu criado na região do Subúrbio Ferroviário que apresenta diversas exposições de artistas locais suburbanos trabalhando com espaços que pretendem romper com a lógica tradicional das instituições museológicas.

### Praias
A principal praia existente no bairro é justamente a Praia (ou "Prainha") do Lobato, que oferece uma vista para a Enseada dos Tainheiros que banha a Península de Itapagipe e o Subúrbio Ferroviário de Salvador.

## Segurança pública
De 2011 para 2012 o número de mortes violentas registradas subiu 100%, de 11 para 22. Segundo a delegada Laura Argolo, da DHPP o motivo seria a briga de facções criminosas rivais e que depois o índice teria diminuído. Entre 2011 e 2016 ficou consecutivamente entre os três bairros (dos vinte) mais perigosos de Salvador, devido ao número elevado de assassinatos. O titular da 5ª Delegacia (Periperi), Nilton Borba, comentou em 2016 sobre a região do subúrbio, onde está localizado o bairro: "É uma área com muitas invasões. Há ruas que não entram carros e as incursões precisam ser a pé. A geografia e essa alta densidade de população são propícias ao tráfico e a uma marginalidade mais perigosa." As 14ª (do Lobato) e 19ª (de Paripe) Companhias Independentes da Polícia Militar disseram que "questões urbanísticas, que impossibilitam o policiamento motorizado em algumas localidades, ao tráfico e ao uso de drogas (...) Os acusados de homicídios são presos pela PM e em pouco tempo voltam às ruas e a delinquir".